# Hasur (Syria)
Hasur (arab. حاصور) – miejscowość w Syrii, w muhafazie Hims. W 2004 roku liczyła 1149 mieszkańców.